# Лэм, Джон Дэвид
Джон Дэвид Лэм (англ. John David Lamb; род. 11 марта 1935, Портленд, штат Орегон) — американский композитор.
Вырос в городе Якима. Окончил Университет штата в Сан-Франциско (бакалавриат) и Вашингтонский университет (магистратура), ученик Вольфганга Дарзиня. По гранту Фонда Форда изучал шведский музыкальный фольклор в Швеции. Под влиянием Сигурда Рашера значительная часть композиторской работы Лэма была связана с сочинениями для саксофона. Многие сочинения Лэма основаны на народной музыке, в том числе пьеса для волынки и струнного квартета, записанная Кронос-квартетом. Девять латышских народных песен в фортепианной обработке своего учителя Дарзиня Лэм переложил для оркестра. Среди его сочинений также Торжественные фанфары для оркестра, написанные по заказу Малеровского фестиваля в Боулдере по случаю присуждения фестивалю золотой медали Международного малеровского общества, камерная опера «Святой Георгий и дракон» (англ. St. George & the dragon; 1958), песни на стихи Шекспира, Брентано и Хопкинса.
Дочь Лэма Барбара Лэм (англ. Barbara Lamb; род. 1958) — скрипачка, исполняющая музыку кантри и блюграсс.